# Erwin Körber
Erwin Körber (* 15. Juni 1921 in Ratibor; † 10. Oktober 2003 in Berlin) war ein deutscher Politiker der DDR-Blockpartei DBD. Er war langjähriger Abgeordneter der Volkskammer der DDR.  

## Leben
Körber, Sohn eines Eisenbahnangestellten. besuchte die Volksschule in Kudoba und Groschowitz sowie die Aufbauschule mit Abitur in Brieg. Er wurde 1941, nach der Ablegung des Abiturs, zum Kriegsdienst in die Wehrmacht eingezogen. Körber geriet in sowjetische Kriegsgefangenschaft und kam für acht Monate in die Antifa-Schule im Dorf  Talizy. 
Nach seiner Rückkehr nach Deutschland wurde er zunächst Mitglied der Sozialistischen Einheitspartei Deutschlands (SED) und 1949 Mitglied der Demokratischen Bauernpartei Deutschlands (DBD), 1950 des Freien Deutschen Gewerkschaftsbund und der Gesellschaft für Deutsch-Sowjetische Freundschaft. Er war von 1951 bis 1952 Mitglied und Vizepräsident des Thüringer Landtages. Nach Auflösung der Länder war er von 1952 bis 1954 Abgeordneter des Bezirkstages Suhl und gehörte deren Ständigen Kommission für Polizei und Justiz als stellvertretender Vorsitzender an. 1953 wurde er Mitglied des Sekretariats und Leiter der Hauptabteilung Organisation im DBD-Parteivorstand. 
Von 1954 bis 1986 war Körber Mitglied der Volkskammer. Hier war er als Mitglied der DBD-Fraktion von 1954 bis 1958 im Ausschuss für Volksbildung und Kultur, von 1958 bis 1963 im Haushalts- und Finanzausschuss und seit 1963 im Ausschuss für Industrie, Bauwesen und Verkehr tätig. 
Von 1955 bis 1972 war er Mitglied des Parteivorstandes der DBD und von 1955 bis 1968 seines Präsidiums. Von 1960 bis 1961 besuchte er die Fachschule für Landwirtschaft in Oranienburg-Luisenhof und qualifizierte sich zum staatlich geprüften Landwirt. Vom 12. Januar 1963 bis 1971 war er Vorsitzender des DBD-Bezirksverbandes Berlin. 1963 wurde er Stadtverordneter von Berlin und Mitglied des Bezirkslandwirtschaftsrates bzw. des Rates für Land- und Nahrungsgüterwirtschaft (RLN). Ein Studium der Philosophie an der Humboldt-Universität zu Berlin von 1963 bis 1969 schloss er als Diplom-Philosoph ab. 
1971/72 fungierte Körber als Stadtrat im Magistrat von Berlin. Bis 1975 war er hauptamtlich für die DBD tätig, war dann nur noch einfaches Mitglied des DBD-Bezirksvorstandes Berlin.
Seit 1972 war er Vorsitzender der BSG Empor Berlin-Pankow, seit 1974 Mitglied des Kreisvorstandes Berlin-Pankow des Deutschen Turn- und Sportbundes. Von 1975 bis 1978 war er Mitglied des Bezirksausschusses Berlin und stellvertretender Bezirkssekretär der Volkssolidarität. Von 1978 bis 1980 war er wissenschaftlicher Mitarbeiter und seit 1980 Büroleiter beim Generaldirektor der „Zentralen Wirtschaftsvereinigung Obst, Gemüse, Speisekartoffeln“ in Berlin. 
Körber starb im Alter von 82 Jahren.

## Auszeichnungen in der DDR
- Vaterländischer Verdienstorden in Bronze (1958) und in Silber (1976)
- Ernst-Moritz-Arndt-Medaille (1958)
- Verdienstmedaille der DDR
- Ehrennadel der Gesellschaft für Deutsch-Sowjetische Freundschaft in Gold